# جائزة إيطاليا الكبرى 1956
جائزة إيطاليا الكبرى 1956 هو سباق فورمولا 1 أقيم بتاريخ 2 سبتمبر 1956 في حلبة مونزا، إيطاليا. كان الثامن من أصل 8 في بطولة العالم لسباقات الفورمولا واحد موسم 1956. حلّ البريطاني ستيرلنغ موس أولا بينما جاء البريطاني بيتر كولينز في المركز الثاني.